# 改番
改番（かいばん）とは、何らかの理由により番号を変えることである。
「番号」の概念がある事柄には総じて存在し得る事象である。鉄道車両・バスなどの交通に関するものの他、電話番号においてよく用いられる。

## 鉄道
鉄道車両においては改番が頻繁に行われている。
鉄道車両は輸送状況の変化や延命措置などに応じて改造を施される。改造内容は多岐にわたるが、いずれの場合も改造前との区別を明確にするためこの改番という作業がしばしば行われる。改番は系列・形式や改造内容によって一定のルールが定められており、仕様の違いを番号によって明確にすることができる。
全く原形を留めないほどの大改造や別の車体に振替えられても改番されないケースがある一方で、全く無改造のまま記号番号の変更のみが行われるケースもあり、改造に際して改番を行うかどうかの規準に明確なものはない。また、単に「改番」という場合、改造（仕様の変更）をともなわない記号番号の変更を指すことも多い。さらに、改造により固有の記号番号の変更は行われなかったが、形式のみが変更されることもある。
複数の鉄道事業者が合併して重複番号が生じている場合、現行の付番規準が当初の想定を上回る両数や形式数の増加により行き詰まりを見せてきた場合、古い車両の廃車により空番を生じてきた場合などに、付番規準を改め、当該鉄道事業者の保有する大部分（あるいは全車両）に対して一斉に改番が行われることがある。こうしたケースはしばしば「大改番」と呼ばれ、日本では1909年から1911年にかけて実施された鉄道国有法による私鉄買収に関連するものや、1928年に実施された鉄道省、1942年に実施された大東急成立にともなうものが代表的である。

## バス
一部のバス事業者ではバス車両1台毎に「社番」（もしくは車番、車両称号、局番などとも呼ばれる）という各車両の製造メーカーや所属営業所、年式、用途などを示す番号が振られている。付番規準は各事業者により異なる。
バスも自動車である以上ナンバープレートが発行されるため、個体の識別自体は可能である。しかし、営業エリアが複数の陸運局にまたがる場合、営業所間で車両のやり取り（転配属）があった場合にプレートの付け替えをせざるを得なくなり、その番号をそのまま個体識別番号にすると事務が煩雑となるためあまり好ましくない。そのため、会社側で独自の番号を定め事務処理に使用している。ナンバープレートの番号をそのまま社番にしている事業者もあるが、これはバス車両の所属が単一の陸運局エリアに限定されている場合が多い。
他の営業所に転属した場合の処理は事業者により異なる。社番を改番する事業者、改番しない事業者、社番の中に含まれる所属営業所を示す数字・記号以外は改番しない事業者がある。

## 電話番号
電気通信事業者の新規参入増加に伴う電話番号逼迫対策として、市外局番の最後尾1桁を市内局番の頭に移行する措置がとられる。詳細は日本における市外局番の変更を参照。